# Ernest Nuamah
Ernest Appiah Nuamah (* 1. November 2003 in Kumasi) ist ein ghanaischer Fußballspieler. Er spielte seit 2022 in Dänemark für den FC Nordsjælland, bevor er im August 2023 nach Belgien zu RWD Molenbeek wechselte und mit sofortiger Wirkung nach Frankreich an Olympique Lyon verliehen wurde. Des Weiteren ist Nuamah auch ghanaischer Nationalspieler.

## Karriere

### Verein
Ernest Nuamah wurde in Ghana in der Fußballakademie von Right To Dream ausgebildet, bevor er zum Jahreswechsel 2021/2022 nach Dänemark zum FC Nordsjælland wechselte. Am 10. April 2022 gab er beim 2:2-Unentschieden im Heimspiel in der Superligaen gegen Aarhus GF sein Pflichtspieldebüt für die Profimannschaft des Vereins und schoss in der 85. Minute mit dem Tor zum zwischenzeitlichen 2:1 auch seinen ersten Treffer für seine Mannschaft. Sowohl in dieser Partie als auch in den folgenden Partien in der Abstiegsrunde der Superligaen wurde Nuamah immer eingewechselt. In der darauffolgenden Spielzeit gelang ihm der Durchbruch, als er sich einen Platz in der Stammelf des FC Nordsjælland erkämpfte und dabei sowohl als Außenstürmer (links und rechts) als auch als Mittelstürmer eingesetzt wurde. Ernest Nuamah erreichte mit seinem Verein die Meisterrunde und wurde letztlich Vizemeister, womit sie sich für das internationale Geschäft qualifizierten. Dabei kam er in der regulären Saisonhälfte sowie in der Meisterrunde zu insgesamt 30 Einsätzen – immer als Teil der Anfangself – und schoss dabei 12 Tore.
Im August 2023 wurde Nuamah für eine Rekordablösesumme nach Belgien an den Erstligaaufsteiger RWD Molenbeek verkauft, wobei diese ihn umgehend nach Frankreich in die Ligue 1 an Olympique Lyon verliehen. Sowohl der Verein aus der Region Brüssel-Hauptstadt als auch der französische Spitzenclub gehören zur „Eagle Football Holding“ des US-amerikanischen Geschäftsmannes John Textor und die DNCG, die französische Finanzkontrollbehörde, hatte gegen „OL“ ob dessen finanzieller Situation ermittelt, woraufhin die Verpflichtung des ghanaischen Nationalspielers auf diese Art und Weise zustande kam. Nach der Saison wechselte Nuamah fest zu den Franzosen.

### Nationalmannschaft
Am 18. Juni 2023 kam Ernest Nuamah beim torlosen Unentschieden in Antananarivo im Qualifikationsspiel zum Afrika-Cup 2024 gegen Madagaskar zu seinem ersten Spiel für die ghanaische Nationalmannschaft.